# Pierre-Luc Faubert
Pour les articles homonymes, voir Faubert.
Pierre-Luc Faubert (né le 28 avril 1986 à Lévis, Québec au Canada) est un joueur professionnel canadien de hockey sur glace.

## Carrière de joueur
Après une carrière junior où il participa entre autres à la Coupe Memorial en 2007 avec les Maineiacs de Lewiston, il se joint aux Jackals d'Elmira de l'ECHL. Il y évolua deux saisons et fut à quelques reprises appelé pour jouer des matchs dans la Ligue américaine de hockey.
En 2009-2010, il s'aligna pour les Belfast Giants dans la EIHL.
Après avoir passé la saison 2010-2011 avec le Caron et Guay de Trois-Rivières de la Ligue nord-américaine de hockey, il signe le 26 juillet 2011 un contrat avec l'Express de Chicago de l'ECHL.
Le 16 juillet 2012, il signe un contrat avec les Riverkings de Cornwall.

## Statistiques
| Saison    | Équipe                          | Ligue          |    | Saison régulière | Saison régulière | Saison régulière | Saison régulière | Saison régulière |    | Séries éliminatoires | Séries éliminatoires | Séries éliminatoires | Séries éliminatoires | Séries éliminatoires |
| Saison    | Équipe                          | Ligue          | PJ | B                | A                | Pts              | Pun              | PJ               | B  | A                    | Pts                  | Pun                  |                      |                      |
| 2003-2004 | Maineiacs de Lewiston           | LHJMQ          | 70 | 13               | 13               | 26               | 30               | 7                | 0  | 0                    | 0                    | 4                    |                      |                      |
| 2004-2005 | Mustangs de Vaudreuil           | LHJAAAQ        | 47 | 37               | 45               | 82               | 60               | 16               | 8  | 8                    | 16                   | 18                   |                      |                      |
| 2005-2006 | Mustangs de Vaudreuil           | LHJAAAQ        | 49 | 43               | 48               | 91               | 127              | 9                | 8  | 8                    | 16                   | 20                   |                      |                      |
| 2006-2007 | Maineiacs de Lewiston           | LHJMQ          | 70 | 32               | 34               | 66               | 47               | 17               | 12 | 15                   | 27                   | 8                    |                      |                      |
| 2007      | Maineiacs de Lewiston           | Coupe Memorial | -  | -                | -                | -                | -                | 4                | 0  | 2                    | 2                    | 4                    |                      |                      |
| 2007-2008 | Jackals d'Elmira                | ECHL           | 72 | 31               | 45               | 76               | 76               | 6                | 2  | 4                    | 6                    | 4                    |                      |                      |
| 2007-2008 | Americans de Rochester          | LAH            | 1  | 0                | 0                | 0                | 0                | -                | -  | -                    | -                    | -                    |                      |                      |
| 2007-2008 | River Rats d'Albany             | LAH            | 1  | 0                | 0                | 0                | 0                | -                | -  | -                    | -                    | -                    |                      |                      |
| 2007-2008 | Sound Tigers de Bridgeport      | LAH            | 1  | 0                | 1                | 1                | 2                | -                | -  | -                    | -                    | -                    |                      |                      |
| 2008-2009 | Jackals d'Elmira                | ECHL           | 70 | 24               | 33               | 57               | 67               | 11               | 8  | 3                    | 11                   | 4                    |                      |                      |
| 2008-2009 | Senators de Binghamton          | LAH            | 1  | 0                | 0                | 0                | 2                | -                | -  | -                    | -                    | -                    |                      |                      |
| 2009-2010 | Belfast Giants                  | EIHL           | 31 | 10               | 18               | 28               | 36               | -                | -  | -                    | -                    | -                    |                      |                      |
| 2010-2011 | Caron et Guay de Trois-Rivières | LNAH           | 37 | 12               | 19               | 31               | 28               | 4                | 1  | 0                    | 1                    | 2                    |                      |                      |
| 2011-2012 | Express de Chicago              | ECHL           | 72 | 19               | 25               | 44               | 70               | -                | -  | -                    | -                    | -                    |                      |                      |
| 2012-2013 | Riverkings de Cornwall          | LNAH           | 40 | 17               | 18               | 35               | 10               | 9                | 2  | 2                    | 4                    | 4                    |                      |                      |
| 2013-2014 | Riverkings de Cornwall          | LNAH           | 40 | 16               | 20               | 36               | 44               | 6                | 3  | 2                    | 5                    | 2                    |                      |                      |
| 2014-2015 | Riverkings de Cornwall          | LNAH           | 39 | 9                | 17               | 26               | 14               | 7                | 1  | 3                    | 4                    | 4                    |                      |                      |
| 2015-2016 | Riverkings de Cornwall          | LNAH           | 26 | 6                | 5                | 11               | 30               | 4                | 0  | 1                    | 1                    | 2                    |                      |                      |

## Trophées et honneurs personnels
- Ligue nord-américaine de hockey
  - 2010-2011 : remporte le Trophée de la recrue offensive avec le Caron et Guay de Trois-Rivières.
- Ligue de hockey junior majeur du Québec
  - 2006-2007 : remporte la Coupe du président et participe à la Coupe Memorial avec les Maineiacs de Lewiston.
- Ligue de hockey junior AAA du Québec
  - 2004-2005 : remporte la Coupe NAPA avec les Mustangs de Vaudreuil.